# Ориген
Оріген (грец. Ωριγένης, лат. Origenes Adamantius; бл.185, Александрія — 254, Тір) — грецький християнський теолог, філософ, учений. Один зі східних церковних письменників. Засновник біблійної філології. Автор терміна «боголюдина».
Був учнем неоплатоніка Аммонія Саккаса. Навчався в Александрійській богословській школі, яку очолював Климент Александрійський. З 203 року викладав в ній філософію, теологію, діалектику, фізику, математику, геометрію, астрономію. Після того як Климент покинув Александрію Оріген очолив школу і був її наставником у 217–232 роках.
Виступав прихильником ідеї кінцевого спасіння всього сущого (апокатастасис). До наших днів не дійшла його головна праця Гекзапла — колосальний за обсягом порівняльний аналіз внесків Старого Заповіту з метою встановлення критично вивіреного тексту.
Учення Орігена, що було першим системним викладом ідей християнства у філософському контексті, мало значний вплив на творчість наступних мислителів: Євсевія Памфіла, Григорія Богослова, Григорія Нісського, Василія Великого та інших.
Вчення Орігена у ряді положень виявилося непридатним для ортодоксальної церкви. Згодом орігенізм був офіційно засуджений церковним собором.

## Біографія
Оріген народився в християнській родині в Александрії. Його батько був катехетом, а також викладав граматику. Саме він був першим учителем сина і прищепив йому велику любов до Святого Письма, навчив замислюватись над значенням, яке воно має для людини.
Після початкової домашньої освіти Оріген вступив до Александрійської катехетичної школи, де під керівництвом Климента Александрійського поглиблював свої знання. Після мученицької смерті батька на плечі 17-річного Орігена ліг тягар піклуватися про долю матері та шістьох молодших братів і сестер. Він змушений був залишити навчання, продати батьківську бібліотеку, а заробляв на життя лекціями з граматики. Змолоду Оріген жив дуже аскетичним життям: ходив босоніж, не пив вина, спав без постелі, вживав мало їжі.
Десь близько 202-203 років Орігена було призначено вчителем Александрійської катехетичної школи на місце Климента. Він викладав гебрейську мову, виправляв переклад Святого Письма. Тодішній єпископ Александрії Димитрій доручив молодому (він мав 18 років) Орігенові керівництво школою, яка за його часів досягла найбільшого розквіту. На його лекції приходили християни, єретики, а також погани. Оріген добре розумів, що мусить невпинно поповнювати свою теологічну, а особливо філософську освіту, адже до його школи часто вступали люди, які мали неабиякі філософські знання.
Оріген також багато подорожував. Подався до Риму, щоб побачити старовинну римську церкву, побував в Аравії. Подорожі допомагали Орігенові поглиблювати знання Святого Письма, особисто знайомитися з місцями, описаними в Біблії.
Однак Оріген мав складні стосунки з церковною ієрархією. У 230 році єпископ Александрії Димитрій вислав його до Афін. А після того, як під час подорожі Орігена інший архієрей висвятив його на священика, предстоятель Александрійської Церкви не тільки не визнав Орігенових свячень, але й заборонив йому повертатися в рідні краї. Оріген до кінця життя залишався у вигнанні, продовжував свою діяльність у Кесарії Палестинській та Антіохії. 250 року під час переслідувань християн кесарем Декієм, 70-річного Орігена було ув'язнено і катовано. Невдовзі після звільнення Оріген помер. Це сталося у 254 чи 255 році в Кесарії чи Тірі, точно не відомо.

## Вчення
Оріген пішов шляхом поєднання елементів християнства з платонізмом. Александрійський вчений написав велику кількість богословських творів. Трактат «Про начала» (написаний приблизно 230 року грецькою мовою) відомий як перша спроба дати систематичний виклад усіх «Істин» християнства.
На цей виклад дуже вплинули принципи неоплатонізму. Справа в тому, що Оріген пройшов навчання у філософській школі Аммонія Саккаса, який мав вирішальний вплив на відомого філософа Плотіна. Філософський підхід Оригена до трактування Біблії виявився насамперед у алегоричному тлумаченні багатьох її положень. Саме Оріген був першим християнським теологом, який обґрунтовував нематеріальність Бога, досконалість та вічність якого, на його думку, з необхідністю вимагають саме такого уявлення. Інша вирішальна властивість Бога, також уперше приписана йому Орігеном, полягає в його нескінченності. У Біблії немає такого тлумачення, але воно, по суті, випливає з положень негативної теології, яка вимагає заперечення щодо Бога всіх можливих предикатів. Використовуючи, услід за Філоном, ці положення, Оріген наблизив поняття Бога до неоплатоністського поняття абсолюту, але разом з тим зберіг і біблійні визначення Бога як окремої особи, яка здатна бути доброю, закоханою в людство. Нескінченність божественної істоти випливає з її нематеріальності: те, що безтілесне, не може мати якихось меж.
Вічність Бога, доводив філософ-богослов, передбачає і вічність процесів творіння. Бог щоразу створює світ, обмежений у просторі, але, оскільки будь-який світ має не тільки початок, а й кінець — також обмежений божественною волею у часі — услід за ним Бог створює новий світ і цей процес не має кінця, бо творення має трансцендентальну суть. Наш світ, проте, має суттєву відмінність від інших, створених Богом світів, бо саме в ньому божественний Логос постає в образі людини (істоти, здатної самостійно творити добро і зло), і цим Бог проявив свою рятівну функцію — надав можливість стати необмеженою простором і часом сутністю. Людина у своїх справах має можливість стати невмирущою, приєднатися до вічного творіння світу.
Приписуючи духам властивість мати свободу волі, Оріген намагається зняти з Бога відповідальність за зло, яке панує у світі, що стає в наступних християнських вченнях класичною формулою теодіцеї (боговиправдання). Падіння духів мало вирішальний вплив на долю світу, але Бог не дозволяє йому вічно перебувати у злі. Через Христа, носія божественного Логоса, Бог перед усіма істотами відкриває можливість спасіння, котрої ніхто не може втратити, поки не продасть душу сатані, через те що кожен, намагаючись повернутися у лоно верховного отця (так званий окатарсис), допомагає у творінні кращого світу. Повернення до Бога, до духовної повноти буття становить новий етап у бутті світу. Оріген досить оптимістичний у своїх міркуваннях, бо вважає, що навіть сатана за певних обставин може врятуватися (за умови повернення Богові всіх загублених ним душ).
З погляду взаємовідносин християнського віровчення та філософії процес повернення до Бога має гностицистський характер, бо Оріген пов'язує цей процес із вдосконаленням людського пізнання. Тут філософія розглядається як найкращий шлях до християнського віровчення.
Вчення Орігена у ряді положень виявилося непридатним для ортодоксальної церкви. Згодом оригенізм був офіційно засуджений церковним собором.

## Твори Орігена
Оріген вивів християнське богослов'я на рівень розвиненої науки. Богословська спадщина його величезна. Згадують про написані ним дві, шість або навіть вісім тисяч творів. Святий Ієронім згадує 800 назв творів мислителя. Це число виглядає обґрунтованим, якщо порахувати всі його коментарі до книг Старого і Нового Заповітів, численні проповіді, листи, а також теологічні праці. Він писав так багато, що іноді наймав 20 переписувачів. У тих його працях, які збереглися, можна знайти дві третини всього Нового Заповіту в цитатах. Оріген визнавав 27 книг Нового Заповіту в тій формі, як ми їх маємо.
Найбільше збереглося екзегетичних праць Орігена. Він склав коментарі до всіх книг Святого Письма. Вельми значною є також його апологетична спадщина. «Проти Кельса», апологія у восьми книгах, — найкращий твір цього релігійного письменника. У ньому він викриває нападки поганського філософа Кельса (248 р.) на християнство.

## Канонізація
Оріген-богослов спрямував свою увагу на розгляд догматичних проблем Християнства. «Про засади» — його найбільший за обсягом богословський твір, де викладено основи християнського віровчення. Оріген залишив по собі також аскетичні праці, зокрема трактат «Про молитву», де він висвітлює молитовне життя християнина, роблячи особливий наголос на молитві Господній «Отче наш». Тема морального богослов'я представлена трактатом «Заохота до мучеництва» (235 р.).
Ранні Християни (наприклад Григорій Неокесарійський) дуже шанували Орігена і вважали його Святим.
Заклавши основи християнського богослов'я, Оріген, однак, не уникнув істотних помилок. Він визнавав передіснування душ, можливість спасіння всіх грішників і навіть демонів. Хибними є його погляди на відношення осіб Пресвятої Трійці, він бо применшив роль Святого Духа. Що стосується моралі, то надмірна суворість його аскетичного підходу призвела до помилкового розуміння фрагменту Євангелія від Матвія на тему безшлюбності заради Божого Царства.
Ці та інші помилки стали причиною того, що Орігена було засуджено як єретика — за імператора Юстиніана (543 р.) і на соборі в Константинополі (553 р.). Проте визначальна роль Орігена в становленні християнського богослов'я зумовила пом'якшення загальної оцінки його спадщини в наступні епохи. Думки Орігена і частина його праць дійшли до наших часів і досі є джерелом натхнення для богословів.
Євангелічна церква Німеччини вважає його Святим. День пам'яті Святого Орігена - 27 квітня.